# Isidro de Cortázar y Abarca
Isidro de Cortázar y Abarca, V Conde de San Isidro (* Oñate, 1771 - † Lima, 31 de julio de 1832), fue un marino y noble español dedicado al comercio y a la minería. Establecido en el Perú, donde ejerció altos cargos políticos y financieros, apoyó incluso su independencia.

## Biografía
Sus padres fueron el oñatiarra Pedro Lucas de Cortázar y Aróstegui, y la montañesa Teresa de Abarca y Gutiérrez de Cossío, hija menor de Rosa Gutiérrez de Cossío y Celis, III Condesa de San Isidro. Hizo sus estudios en la Academia de Guardias Marinas.
Llegó al Perú en 1803, a bordo de la fragata Ifigenia, armada por la Compañía de Filipinas para establecer tráfico permanente entre Cádiz, la costa del Pacífico y Manila, estableciéndose en Lima como representante de dicha compañía.  
El 31 de marzo de 1812, contrajo matrimonio con Micaela de la Puente y Querejazu, hija de Lorenzo de la Puente y Castro, V Marqués de Villafuerte, de cuya unión no tuvo descendencia. 
Retirado del servicio activo con el grado de capitán de fragata, fue elegido alcalde ordinario de la ciudad (1817). Por invitación del virrey Pezuela, integró la junta organizada para la jura de la Constitución liberal (1820), y nuevamente elegido alcalde ordinario, asistió a la evacuación de las fuerzas realistas y favoreció la entrada de San Martín y los patriotas.
En 1820, al restablecerse la Constitución de Cádiz se llevaron a cabo elecciones municipales el 7 de diciembre en las que resultó elegido alcalde de primer voto de Lima por una abrumadora mayoría contra Fernando López Aldana, el marqués de Villafuerte y el conde de Torre Velarde.  
Fue uno de los miembros de la nobleza convocado por el Cabildo de Lima que firmó el acta de Declaración de Independencia del Perú el 15 de julio de 1821, que sirvió a San Martín para declarar la independencia del Perú el 28 de julio de 1821. Luego de su gestión municipal fue nombrado director del Banco de Papel Moneda (16 de marzo de 1822). Debido a las dificultades de esos años, intentó trasladarse a España, pero obtuvo en mayo de 1823 su carta de naturalización y permaneció en el país. Continuó al frente de la Compañía de Filipinas hasta su fallecimiento.
| Predecesor: José Antonio de Errea        | Alcalde ordinario de Lima Primer voto 1817 - 1818 | Sucesor: José Manuel Blanco de Azcona |
| Predecesor: José Manuel Blanco de Azcona | Alcalde ordinario de Lima Primer voto 1821        | Sucesor: Felipe Antonio Alvarado      |